# Semjon Anisimovič Afonin
Semjon Anisimovič Afonin (rusko Семен Анисимович Афонин), sovjetski general, * 1900, † 17. avgust 1944.

## Življenjepis
Afonin je bil načelnik Znanstvene sekcije znotraj Glavnega tankovskega direktorata; med drugim je tako odobril plavajoči tank T-40.